# Meridiochorista ruficeps
Meridiochorista ruficeps är en näbbsländeart som först beskrevs av Newman 1850.  Meridiochorista ruficeps ingår i släktet Meridiochorista och familjen Choristidae. Inga underarter finns listade i Catalogue of Life.